# サラダ

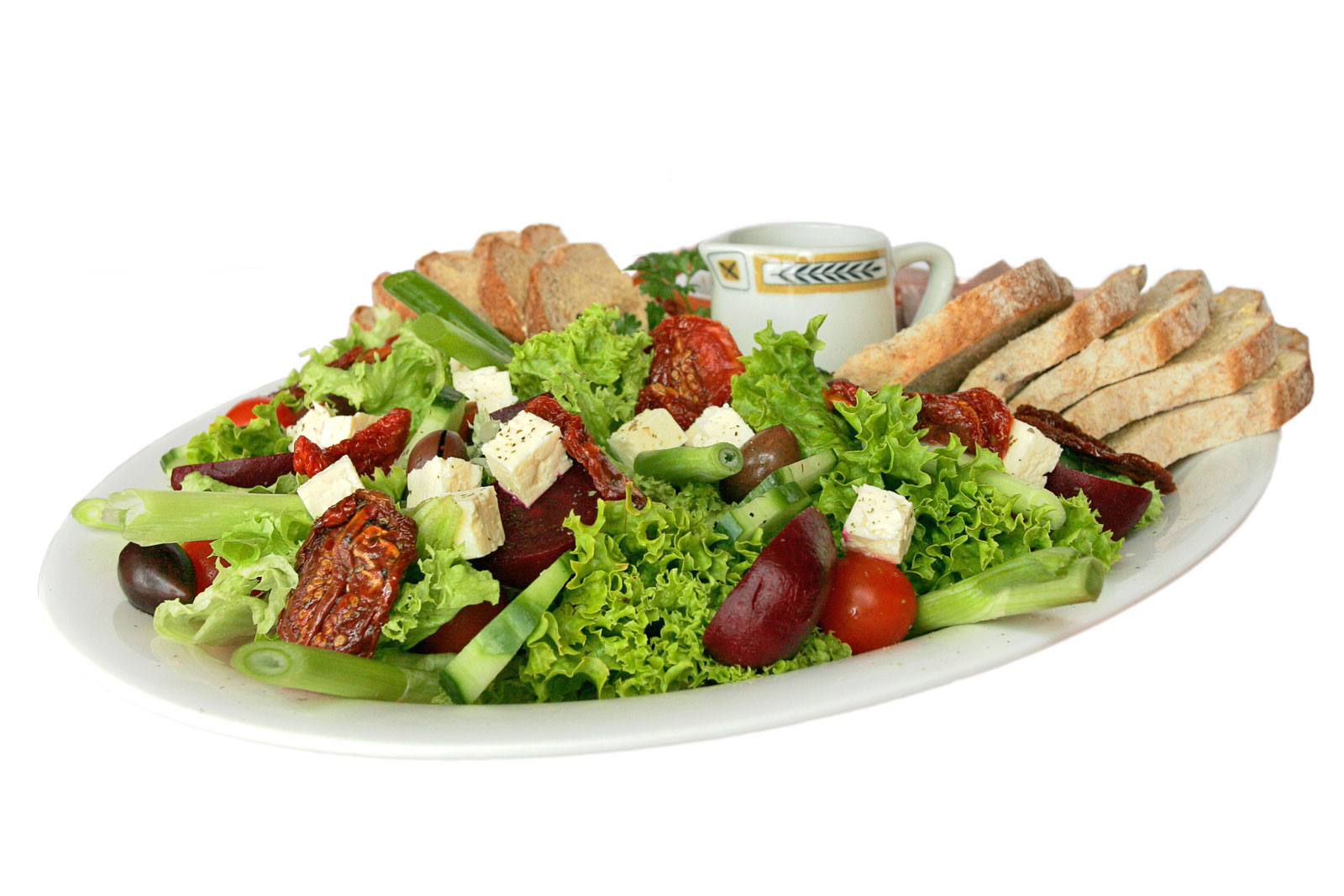
一般的なサラダ

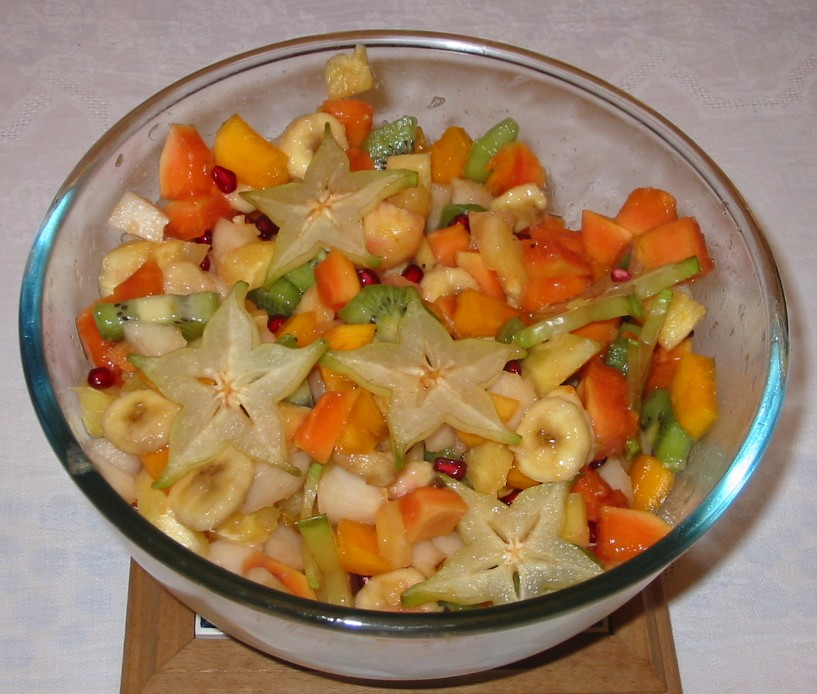
フルーツサラダ

サラダ（英語: salad [ˈsæləd]、フランス語: salade [salad]、ポルトガル語: salada [sɐˈladɐ]）とは、野菜などの具材に塩、酢、油、香辛料などの調味料をふりかけるか、和えて盛りつけた料理の総称。ただし日本語のサラダはややそれとは異なる。
生のままの野菜や、ポテト、ブロッコリー、豆類などの煮たものを冷ましてから盛り合わせ、マヨネーズ、ドレッシング、塩等をかけて食べるものが一般的だが、野菜以外の材料を多く含む卵サラダ、ツナサラダ、ハムサラダ、マカロニサラダなどもサラダと称される。素材の選び方によってはビタミンC・食物繊維などを多く含む。
なお、サラダのドレッシングに適した油のことを日本ではサラダ油という。
また、サラダ油を使った煎餅やスナック菓子などで塩味のものを「サラダ味」と称することがある。

## 歴史
古代ギリシャ、ローマの時代にはすでに生野菜（主にキュウリなど）を食す習慣があり、「サラダ」の語源は調味料の「塩」を意味するラテン語の「サル」（sal）または「塩を加える」を意味する動詞「サラーレ」（salare）にあり、当時のサラダの原形が塩を振りかけて生野菜を食することにあったことをうかがわせる。当時の人々にとって、生野菜は、腸の働きを整える「薬効」を持つ食材と捉えられていた。ローマの初代皇帝アウグストゥスは、病気にかかった際、レタスを食べて一命をとりとめた、という逸話もある。
14世紀末には、英国のリチャード2世の料理長が、パセリやセージ、ネギ、ニンニクなどにオリーブ油、酢、塩をふりかけて食べるレシピを記しており、今日のサラダに近いものを食していたことが分かる。
15世紀のミラノの宴会料理にサラダ（zelada）という名の野菜料理があった。多量の塩（salè）、ジャム、マスタード、レモンで味付けした煮込み汁を酢漬けや塩漬けの緑野菜にかける料理だった。やがてローマ人に倣って温野菜や生の緑野菜に汁をかけるように変化し、汁も油と酢をかける方法に変化していった。15世紀の中頃にはフランスでサラダに適した野菜のリストが作られた。16世紀の野菜好きな詩人ピエール・ド・ロンサールはサラダの料理法をそのまま詩に表した"ジャスミンに捧げる頌歌"を残している。
野菜以外のサラダが登場したのは17世紀後半のことで、鶏肉、魚、エビなどが用いられ、18世紀の終わりにはフルーツサラダもみられるようになった。
なお、このような需要はあっても一時期までのヨーロッパにおける野菜料理の地位は低く、夏のみの肉料理の脇役であった。こうしたサラダの普及には野菜の温室栽培や、温暖な地域よりの輸入の時代を待たねばならなかった。20世紀に入り、肉料理に多量の生野菜を添えるアメリカからの影響が、ヨーロッパでの野菜サラダの地位確立に大きな影響を及ぼしたといわれる。

### 日本における歴史
近現代に至るまで日本では、人糞を材料に肥料にするなど畑の衛生状態が良くなかったため、瓜、スイカなどを果物として食べ、ネギなどを薬味にする以外に、野菜をそのままで生食する習慣はなかった。付け合わせやビタミン源としての野菜は漬物、おひたし、煮物、汁物がその役割を果たしていた。
幕末から明治時代になり、欧米諸国との外交が始まると、外国人向けにサラダが提供され、主にフランス語や英語に近いサラドやサラデという言い方が用いられた。ただし、トマト、ダイコン類か、カリフラワーやアスパラガスなどのいったん茹でた野菜が主である。1872年（明治5年）出版の『西洋料理指南』にはトマトのサラダなどの作り方が掲載されている。また、1875年（明治8年）8月27日に宮中で前アメリカ合衆国大蔵卿らを招いた際のフランス語のメニューにsaladeが記載されている。キャベツなどの外国人向けの野菜栽培もこの頃に始まった。
明治時代のジャーナリスト服部誠一は、著書『東京新繁昌記』の中でサラダに撒拉托という漢字を当てた。ほかにも、近代の国語辞典や節用集に左良多、薩拉打、生菜料理といった漢字表記が見られる。
日本に牛肉料理やカツレツなどの洋食が伝来し、普及する中で、牛カツなどにキャベツの千切りなどが付け合わされた。また、サラダの材料となる生野菜も輸入されるようになり、一部の食通の間では、生野菜のサラダが食されていた。
大正時代の1924年（大正13年）に、日清製油（現在の日清オイリオ）が、「日清サラダ油」という透明度が高い冷えても濁らないサラダ用油（サラダ油）を販売した。しかし、まだまだ一般の人びとの食卓に並ぶものではなかった。
昭和時代になるとヘッドレタスが登場し、サラド菜などの名で専門料理の本にも掲載されるようになった。しかし、主流はトマト、キュウリ、キャベツやポテトサラダであった。
第二次世界大戦直後の日本ではいまだ下肥の利用が一般的であり、回虫、ギョウチュウなど寄生虫が蔓延していた。これに対しGHQは、強烈な嫌悪感を催し、進駐軍用の食事に供する野菜は、別に栽培させ下肥の使用を許さなかった。一般用にも化学肥料、堆肥の使用を推し進めた。その後も、厚生省から1955年（昭和30年）に清浄野菜の普及について指導されるなど衛生面の改善が徐々に進み、安心して生で食べられる食環境の整備・浸透が図られた。各家庭の食卓にまでサラダが普及するのは、1970年代中期以降である。
定着初期のサラダは必ずしも生野菜主体ではなく、一旦、火を通したカリフラワーや、あるいは千切りしたリンゴやミカンの缶詰、さらにはマカロニなどを加え、マヨネーズで全体的に味付けするといった、やや甘口のものが多かった。薄くスライスした生キュウリや生トマト、マッシュポテトも徐々に組み合わせ具材に加わる様になり、いよいよ生レタスや生キャベツといった葉物野菜の生食に対する食の信頼も定着、全国大手のドレッシング・メーカーが幾種類ものドレッシング・ソースを商品開発し全国販売、TVCMも啓蒙に一役買い、今日普及しているサラダとして食卓に並ぶまでに至った。
2010年代にあっては、パワーサラダと名付けられたサラダが脚光を浴びている。これはビタミンやミネラルを摂れる野菜や果物に、魚や畜肉といった蛋白質を含む食材を交え、豆や雑穀、ナッツといったトッピングを加えることで、一日に摂取すべき栄養素を一皿で容易に摂ることのできるサラダである。

## サラダの種類

### 一般的なもの
- コールスロー
- グリーンサラダ
- シーザーサラダ
- 卵サラダ
- フルーツサラダ
- ポテトサラダ
- マカロニサラダ
- ツナサラダ
- ニンジンサラダ

- コールスロー
- シーザーサラダ
- 卵サラダ
- ポテトサラダ

### 各国の特色あるサラダ

#### 日本
生食文化の強い日本だが野菜の生食料理は歴史的に少ない。
より詳しく言えば、野菜の生食は農家が自家消費的に行うもので料理とは見なされていなかった。
よって日本のサラダは酢の物を別とすればほとんどが戦後に広まったものである。
なお、英語版wikipediaのサラダのリストには胡麻和えが掲載されている。
- 春雨サラダ
- 海藻サラダ（主にワカメ）
- サラダ素麺
- サラダうどん
- 蕎麦サラダ
- ごぼうサラダ
- 大根サラダ
- 豆腐サラダ

- ごぼうサラダ

#### 中国
- 老虎菜（ラオフーツァイ lǎohǔcài） - コリアンダー、キュウリ、ピーマンまたはトウガラシなどを塩と油で調味して食べる東北地方の郷土料理
- 上海沙拉（シャンハイシャーラー Shànghǎi shālā） - 「上海サラダ」。ロシア風リンゴ入りポテトサラダ。名称の由来は、上海から中国各地に広まったため。
- 皮辣紅（ピーラーホン pílàhóng） －新疆ウイグル自治区の郷土料理。トウガラシ、タマネギ、トマトのサラダ。ケバブなどの肉を食べる時の副菜として好まれる。「皮」はウイグル語でタマネギを意味する「ピーヤーズ پىياز」の略。なお、北インド、中央アジア一帯にもよく似たサラダがある。

#### 台湾
- 涼筍沙拉（リャンスンシャーラー liángsǔn shālā） - たけのこサラダ。主に細いたけのこの先端部分をゆでて、甘みのあるマヨネーズをつけて食べる。

#### マレーシア、インドネシア
- ロジャック - マンゴー、グアバ、パイナップル、パパイヤなどをシュリンプペーストなどで作る塩辛いソースで和えたフルーツサラダ。

#### タイ
- ソムタム - 酸味のあるパパイヤのサラダ
- ヤムウンセン

- ソムタム

#### ラオス
- ナムカオ - ラオスのみならず、タイのイーサーン地方でも見られる。

#### アングロアメリカ
- コブサラダ
- シーザーサラダ
- ウォルドーフサラダ
- ツナサラダ
- ハムサラダ
- チキンサラダ
- ジェローサラダ - インスタントゼリーの素「ジェロー（Jell-O）」を使ったサラダ。野菜、果物、ナッツなどをジェローでよせたもの。フランス料理のアスピックに似ている。
- コールスロー
- パスタサラダ
- ピッツバーグサラダ

- コブサラダ
- ウォルドーフサラダ
- クランベリーのジェローサラダ
- パスタサラダ

#### フランス
- リヨネーズ（salade Lyonnaise、リヨン風） - マスタード入りドレッシングで和えた葉野菜の上にベーコン、ポーチドエッグ、クルトンを乗せたサラダ。
- ニソワーズ（salade Niçoise、ニース風） - プロヴァンス＝アルプ＝コート・ダジュール地方のサラダ。ニンニクで香りづけした皿の上に冷やしたトマト、アンチョビフィレ、ピーマン、タマネギなどを並べ、オリーブオイルと塩、コショウ、バジルで作ったドレッシングをかけ、固茹で卵とオリーブをあしらう[14]。
- スュド・ウェスト（salade Sud-Ouest、南西風） - フランス南西部のペリゴールおよびラングドック地方の料理。砂肝サラダ。家禽類の砂肝を炒めたものおよび鴨の生ハムを葉野菜の上に彩る。半熟の目玉焼きを乗せる場合もある。
- マセドワーヌ（Macédoine）- 1cm角に切った野菜または果物のサラダ。野菜のマセドワーヌ（マセドワーヌ・ド・レギュム Macédoine de légumes）は温菜、冷菜どちらとしてもよい。
- タブーレ （taboulé）- クスクスを調理して冷やし、トマトやキュウリなどの角切りやオリーブ、乾燥フルーツなどを混ぜたサラダ。クスクス粒による独特の食感がある。原型は東地中海地方の「タブーリ」（後述）。
- ムスクラン （mesclun）- 色々な種類の若菜を取り合わせた、南仏のサラダ。

- リヨネーズ
- ニソワーズ
- ムスクラン
- 生野菜と塩のセット（à la croque au sel）

#### ドイツ
- ヴルストサラダ（Wurstsalat） -ホワイトビネガー、食用油、タマネギを使って作る酸味のあるソーセージのサラダであり、南ドイツ、アルザス地方、スイス、オーストリア等で食されている。

#### イタリア
- インサラータ・カプレーゼ（Insalata Caprese） - 「カプリ風サラダ」。南部カンパニア州のモッツァレッラとトマト、バジリコを盛り合わせたサラダ
- マチェドニア（Macedonia） - フルーツサラダの一種

- インサラータ・カプレーゼ

#### ロシア
- ヴィネグレット（Винегрет）- テーブルビート、ジャガイモ、ピクルス、タマネギを角切りにして植物油と酢で和えたサラダ
- サラート・オリヴィエ（Сала́т Оливье́）- ジャガイモ、鶏肉、ピクルス、グリーンピース、ニンジン、タマネギを角切りにしてマヨネーズで和えたサラダ
- セリョートカ・バト・シューバ（Селёдка под шубой）- 主たる材料であるニシンを、野菜やマヨネーズで作った層で覆ったサラダ

- ヴィネグレット
- サラート・オリヴィエ

#### フィンランド
- ロソッリ（rosolli）- 賽の目切りにしたビーツ、ニンジン、ジャガイモなどの根菜から作られるサラダ。上記のヴィネグレット (ロシア料理)に類似した料理。

#### ギリシャ
- タラモサラタ（ταραμοσαλάτα）- コイの卵、カラスミまたはタラコをマッシュポテトやパンと混ぜ、レモン汁で調味したメゼの一品
- ホリアティキサラタ（χωριάτικη σαλάτα） - フェタチーズ、トマト、キュウリ、オリーブなどをオリーブ・オイルで和えたサラダ。別名グリークサラダ
- ザジキ（τζατζίκι）- トルコのジャジュックとほぼ同じ

- タラモサラタ
- ホリアティキサラタ
- ザジキ

#### セルビア
- ウルネベス（Urnebes） - シレネ（白チーズ）、カイマク、唐辛子と、食塩やその他のスパイスから作られるサラダ。

#### トルコ
- ジャジュック（Cacık） - キュウリのヨーグルト合えサラダ
- ピヤズ - 白インゲン豆のサラダ
- パトルジャンサラタス（Patlıcan salatası） - 焼きナスのペースト状サラダ
- チョバンサラタス（Çoban salatası） - チョバンとは羊飼いのこと。羊飼いが仕事先に材料を持って行ってそこで作ったとされることから。
- ピラキ

- ジャジュック
- ピヤズ

#### アラブ圏
- タッブーレ - 水でもどしたブルグール、刻みトマト、刻み玉葱、刻み葱、刻みミント、たっぷりの刻みパセリをオリーブ油とレモン汁のドレッシングで和えたサラダ。タブーリ、タブーレ、タッブーリとも発音される。キャベツやレタスの葉で包んで食べる。元々東地中海地方（マシュリク）に伝わるサラダであるが、パセリがたっぷり入った今日のタブーリが生まれたのは避暑地として有名なレバノンのベカーア県ザハレである。フランスの「タブール」の原型。

アラブ人のサラダには一般的にヴィネグレットに似たサラダドレッシングが用いられるが、ヨーロッパのヴィネグレットよりも油に対する酢やレモン汁の比率が高い。
- タブーリ

## 使われる材料
- 葉野菜
  - アスパラガス
  - キャベツ
  - レタス
  - サラダ菜
  - パセリ
  - カリフラワー
  - ブロッコリー
  - シュンギク
  - シソ
  - 水菜
  - ベビーリーフ
  - スイスチャード
  - エンダイブ
  - ホウレンソウ
  - ルッコラ
  - オランダガラシ
- 根野菜
  - 大根
  - ゴボウ
  - 人参
  - タマネギ
  - テーブルビート
- 果野菜
  - キュウリ
  - トウモロコシ
  - トマト
  - ピーマン
  - アボカド
  - パパイヤ
  - オリーブ
  - カボチャ
- 豆類
  - インゲンマメ
  - 枝豆
  - グリーンピース
- ナッツ
  - 松の実
  - クルミ
  - ピーナッツ
  - ピスタチオ
- 肉類、乳製品
  - ハム
  - ベーコン
  - チーズ
  - ヨーグルト
  - 鶏肉
- 魚介類
  - ツナ
  - カニ肉
  - エビ
  - かにかまぼこ
  - サーモン
  - ザリガニ肉
- エディブル・フラワー（食用の花）
  - ナスタチウム
  - キンセンカ
  - パンジー
- その他
  - 鶏卵
  - パスタ（マカロニなど）
  - 果物
  - クルトン

一般には生の野菜を使うとはされるが、一部には茹でた直後のまだ温かいものをサラダとする温サラダや、茹でた野菜が主体となる温野菜料理などがある。なお、日本ではブロッコリー、カリフラワー、ズッキーニ、マッシュルームなどを生野菜サラダにすることはまずないが、これは北米やヨーロッパでは決して珍しくない食習慣である。